# 1356
1356 је била преступна година.

## Догађаји
- 10. јануар — На државном сабору у Нирнбергу прихваћен главни део Златне буле цара Карла IV, великог уставног закона немачке царевине.
- Википедија:Непознат датум — Грађански рат у Србији (1356—1359)  Напад Матије Кантакузина је одбијен.Симеон-Синиша Немањић не успева да постане нови владар Српског царства.

### Фебруар
- 19. септембар — Енглеска војска под вођством Едварда Црног Принца, сина краља Едварда III, у бици код Поатјеа поразила војску француског краља Жана II, чиме је окончана прва фаза Стогодишњег рата.

### Непознат датум
- Википедија:Непознат датум — Званично основан Ханзеатски савез или лига севреноевропских градова.